# Плайкард Дитрих фон Геминген
Плайкард Дитрих фон Геминген (на немски: Pleikard Dietrich von Gemmingen; * 1689; † 1757) е фрайхер, благородник от стария алемански рицарски род Геминген в Крайхгау в Баден-Вюртемберг от „1. клон Геминген-Гутенберг“, „обер-амтман“ на Пфалц-Зимерн. Той не получава замък „Бург Цвингенберг“ на Некар в Баден-Вюртемберг
Той е син на фрайхер Плайкард Дитрих фон и цу Геминген (1628/1629 – 1695) и четвъртата му съпруга Мария Филипина фон Аделсхайм (1658 – 1717), дъщеря на Вилхелм Хайнрих фон Аделсхайм и Мария Елизабет фон Геминген-Видерн. Внук е на Дирих фон Геминген (1584 – 1659) и Юлиана Сибила фон и цу Елтц (1587 – 1635).
Брат е на Франц Райнхард фон Геминген (1692 – 1751), от когото купува през 1747 г. за 9 152 гулден наследените му имоти от братовчед им Йохан Адам фон Геминген (1686 – 1742), с право отново да ги купи.
Курфюрст Йохан Вилхелм фон дер Пфалц издига Плайкард Дитрих фон Геминген на „обер-амтман“ на Зимерн.

## Фамилия
Плайкард Дитрих фон Геминген се жени 1711 г. за Кристина Доротея Гьолер фон Равенсбург, внучка на последния от фамилията Хиршхорн. Тя има право на замък Цвингенберг на Некар, но не го получава. Те имат децата:
- Вилхелм Райнхард (1716 – 1762)
- Кристиана Салома (1717 – 1781), омъжена на 19 май 1755 г. в Геминген за Йохан Фридрих фон Берлихинген (1711 – 1773)
- Фридерика Хелена (1719 – 1754), омъжена на 26 август 1711 г. в Геминген за Йохан Фридрих фон Берлихинген (1711 – 1773)
- Албертина Шарлота (1721 – 1784)
- Вилхелмина Юлиана (1726 – 1804), омъжена за Ханс Райнхард фон Геминген-Видерн
- Еберхардина Йохана (1731 – 1755), омъжена за Зигмунд фон Геминген-Хорнберг (1724 – 1806), син на Еберхард фон Геминген-Хорнберг (1688 – 1767), комендант на Люксембург, и внук на Райнхард фон Геминген (1645 – 1707)
- Фридрих Якоб (1712 – 1750), женен за Клара Фридерика Грек фон Кохендорф († 1777)